# Gare de Chaumont-en-Vexin
Pour les articles homonymes, voir Gare de Chaumont (homonymie).
La gare de Chaumont-en-Vexin est une gare ferroviaire française de la ligne de Saint-Denis à Dieppe, située sur le territoire de la commune de Chaumont-en-Vexin, dans le département de l'Oise en région Hauts-de-France.
C'est une gare SNCF desservie par les trains du réseau Transilien Paris Saint-Lazare (ligne J).

## Situation ferroviaire
Établie à 84 mètres d'altitude, la gare de Chaumont-en-Vexin est située au point kilométrique (PK) 60,523 de la ligne de Saint-Denis à Dieppe entre les gares de Liancourt-Saint-Pierre et de Trie-Château.

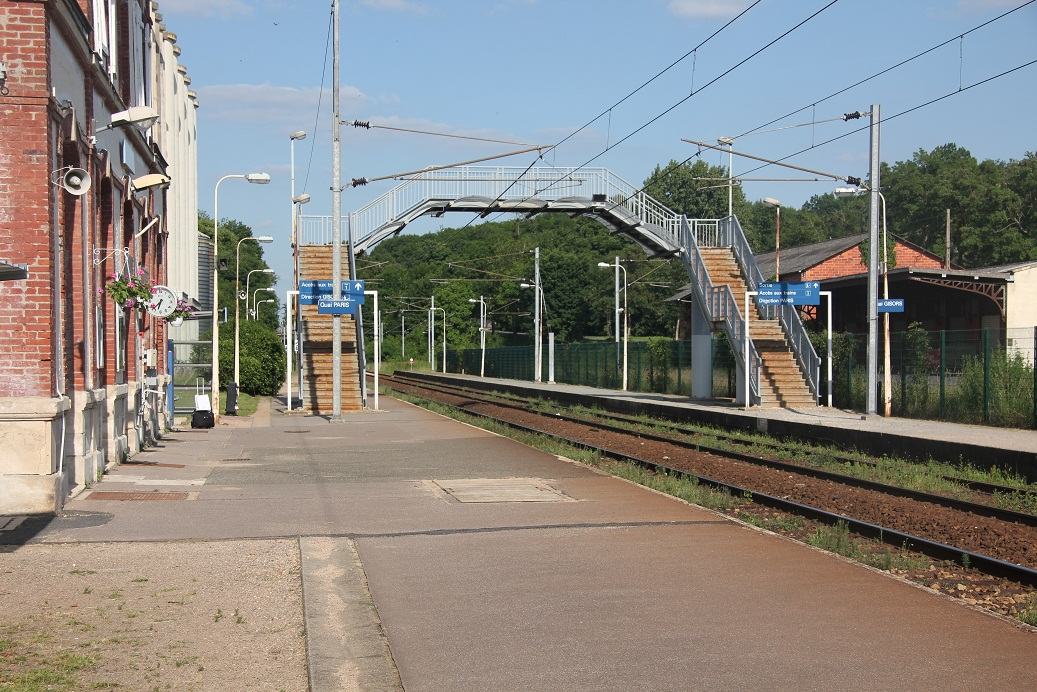
Vue des quais vers Paris.

## Fréquentation
De 2015 à 2023, les estimations de la SNCF sont les suivantes :
| Année                              | 2015    | 2016    | 2017    | 2018    | 2019    | 2020    | 2021    | 2022    | 2023    |
| ---------------------------------- | ------- | ------- | ------- | ------- | ------- | ------- | ------- | ------- | ------- |
| Fréquentation Voyageurs uniquement | 386 236 | 377 857 | 373 983 | 311 075 | 310 770 | 177 716 | 256 106 | 294 064 | 305 958 |
| Total voyageurs + Non voyageurs    | 482 795 | 472 321 | 467 479 | 388 844 | 388 463 | 222 146 | 320 132 | 367 580 | 382 447 |

## Service des voyageurs

### Desserte

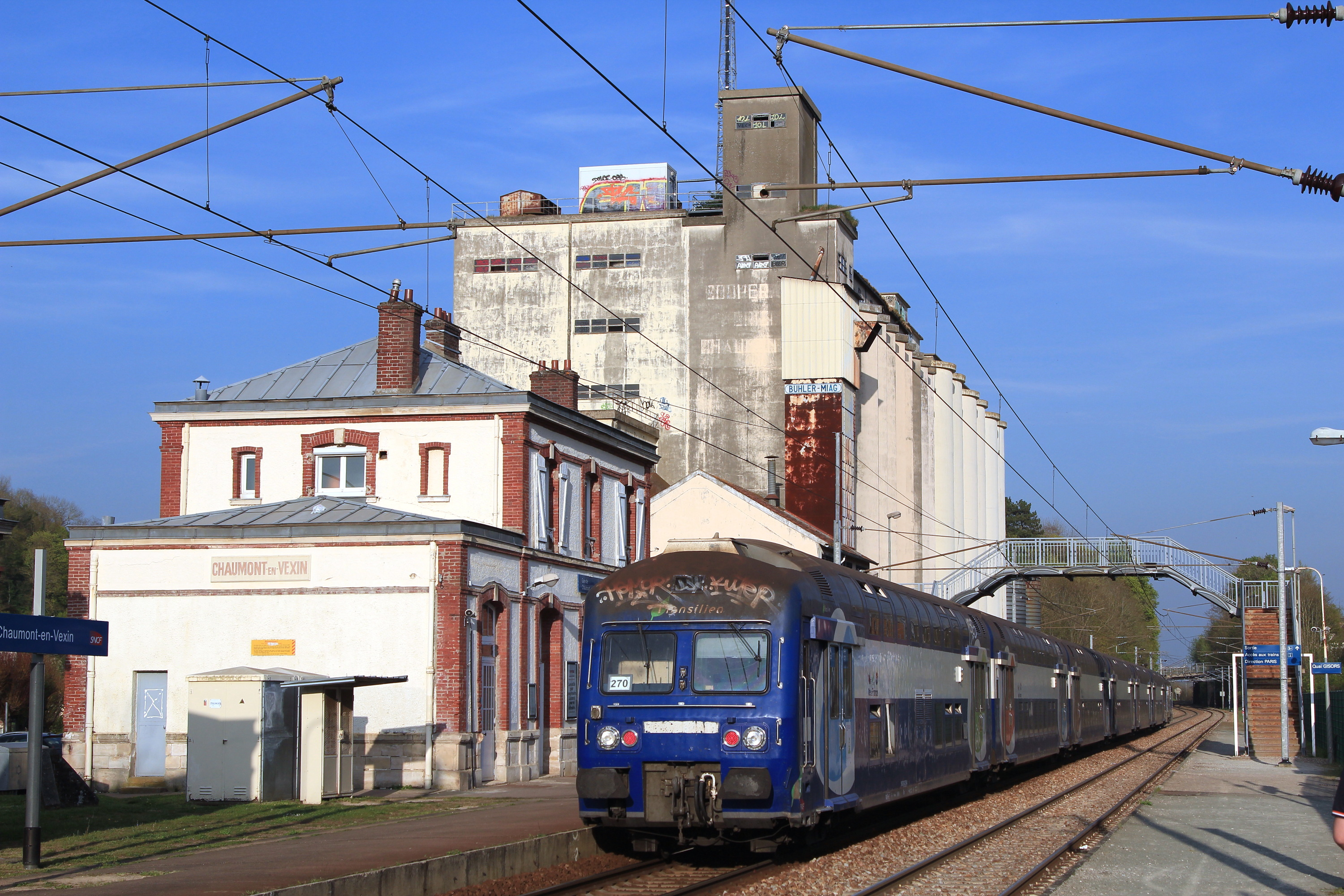
Train Gisors - Paris assuré avec des VB 2N en gare.

La gare est desservie par les trains du réseau Transilien Paris Saint-Lazare (ligne J), à raison d'un train toutes les deux heures aux heures creuses et d'un train toutes les 20 à 30 minutes aux heures de pointe.

### Intermodalité
La gare est desservie par les lignes 604, 608, 609, 6105, 6106, 6107, 6133 et 6136 du réseau interurbain de l'Oise.